# Sharp Edge Flight Experiment

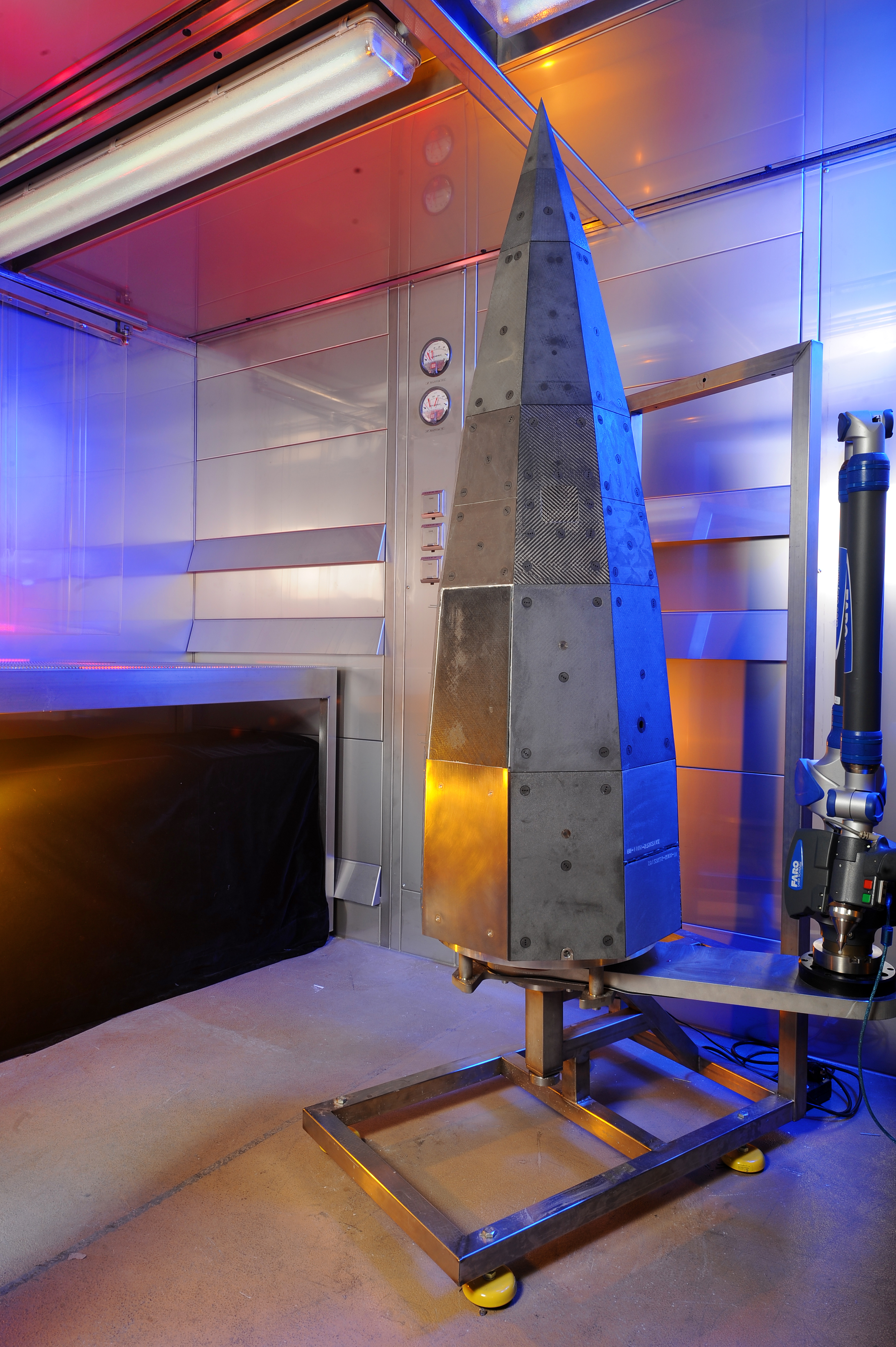
O corpo do SHEFEX II já montado.

SHEFEX (Sharp Edge Flight Experiment), é um experimento conduzido pelo Centro Aeroespacial Alemão (DLR), para o desenvolvimento de princípios novos, baratos e seguros de desenho para capsulas espaciais e aviões com capacidade de reentrada atmosférica e as suas integrações num sistema completo. Segundo o DLR as intenções do projeto SHEFEX são: Um avião com capacidade espacial que a partir de 2020 poderá conduzir experimentos sob condições de microgravidade.  O nome do projeto do avião espacial é REX Freeflyer (REX de Experimento Retornável, do alemão: Rückkehrexperiment).
Durante a reentrada da espaçonave na atmosfera terrestre, causada pela hipervelocidade e a fricção desta com as moléculas de ar, temperaturas de mais de 2.000 graus Celsius são atingidas. Para que não sejam destruídas por queima, as espaçonavas precisam de "escudos" protetores bastante caros e ainda sujeitos a falhas.

## Primeira espaçonave com superfícies e cantos retos
A ideia do nome "sharp-edged flight experiment" vem, segundo o coordenador de tecnologias de retorno da DLR, Hendrik Weihs, de um formato inteiramente novo para uma espaçonave, especificamente superfícies e cantos retos ao invés das formas arredondadas atualmente em uso. Permitindo dessa forma, que partes componentes da espaçonave possam ser produzidos a um custo mais baixo que as redondas.
Por essa razão, uma da vantagens do conceito foi explicada pelo Dr. Klaus Hannemann, líder da área de espaçonaves no Instituto de Tecnologia de Fluxo e Aerodinâmica do DLR em Göttingen:
«Um Ônibus Espacial possui mais de 25.000 formatos diferentes de chapas. O formato simples das chapas SHEFEX, podem baixar os custos de manutenção dos sistemas de proteção térmica, e um padrão universal vai se tornar possível».
A seguir, de acordo com o responsável por melhorias aerodinâmicas, o Gerente Geral do Projeto Hendrik Weihs disse:
«A capsula conseguiu atingir as características aerodinâmicas de um Ônibus Espacial, mas é menor e não precisa de asas».
Em termos do projeto, o DLR declarou:
«A experiência no desenvolvimento de sistemas de proteção térmica, ao especificar contornos externos curvos de alta precisão é um importante fator de custo já identificado. Estruturas grandes de fibro-cerâmica requerem ferramental de produção sofisticado e específico para cada componentes individualmente e de forma otimizada. Uma potencial redução de custo, passa pela simplificação do contorno externo, reduzindo-o ao mínimo possível, superfícies planas como painéis em forma de disco podem ser produzidas a partir de uma forma básica e adaptadas por encaixe. Isso também leva a economias substanciais em manutenção e substituição de elementos deteriorados. Alguns problemas de fluidez aerodinâmica foram encontrados nos cantos e junções. Aparentemente devido as temperaturas muito altas, o que deve ser controlado pelas novas tecnologias, tais como elementos de refrigeração ativa. Já em termos de desempenho aerodinâmico, mesmo em velocidades hipersônicas, esse desenho trará benefícios, pois a essa velocidade, contornos com superfícies pontiagudas diminuem a resistência».

## SHEFEX I

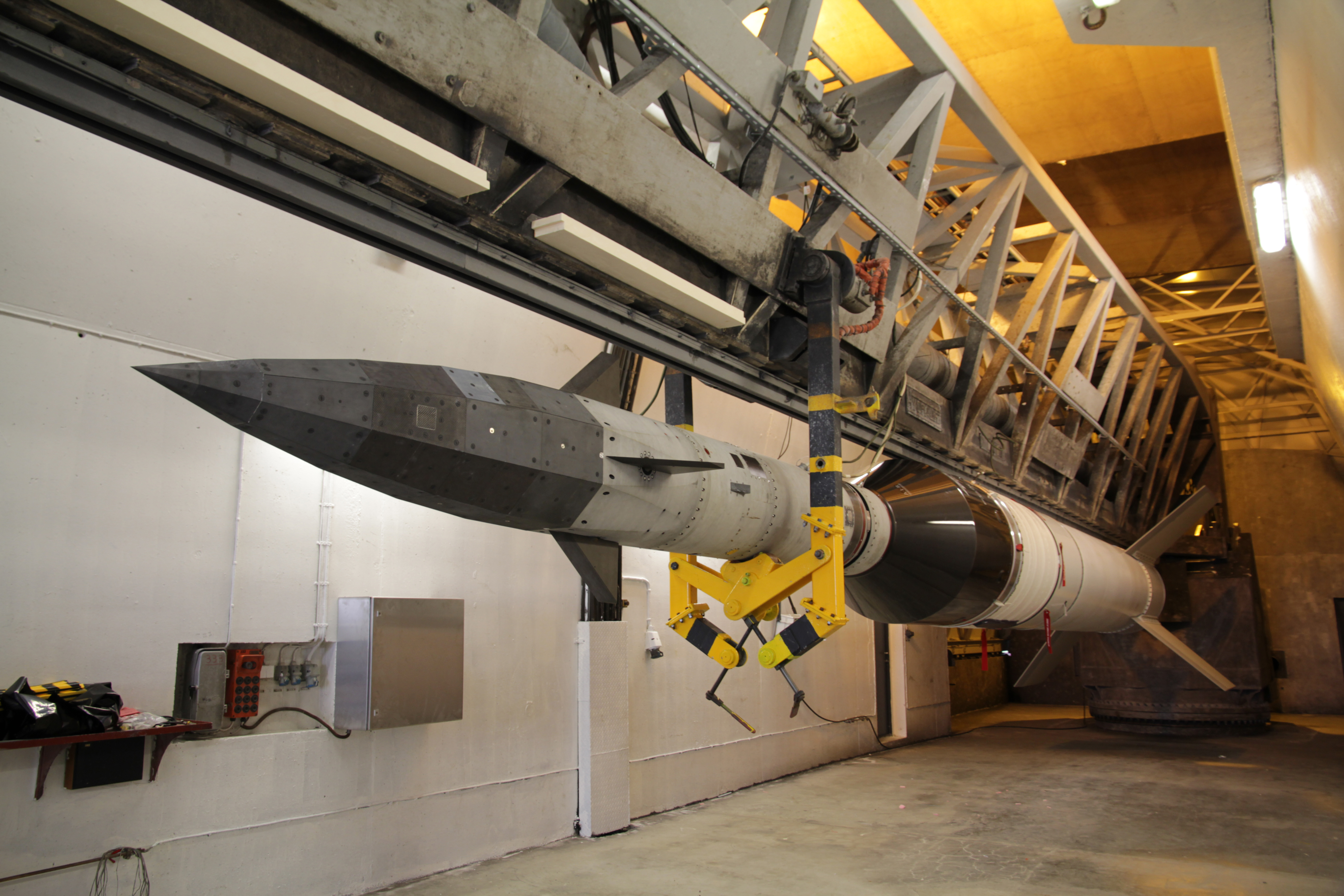
Experimento SHEFEX 2 DLR no topo de um foguete brasileiro VS-40M no Campo de Foguetes Andoya, sendo preparado para lançamento.

Foi o voo de estreia do projeto SHEFEX e ocorreu na Quinta feira, 27 de Outubro de 2005 no Centro de Lançamento de Andøya na Noruega. O experimento Shefex I atingiu uma altitude de 200 km sobre o Mar do Norte. Transcorreu durante 20 segundos com mais de sete vezes a velocidade do som e voltou à atmosfera da Terra. Os dados de medição e as imagens ao vivo da câmera a bordo foram transmitidos diretamente para a estação de controle em terra. A partir do acionamento do sistema de paraquedas, ocorreu um erro que levou a perda do sistema de paraquedas e que por sua vez, acarretou na perda da unidade Shefex I. A avaliação dos dados obtidos, permitiram no entanto, ainda de acordo com o DLR, concluir que o projeto Shefex I pode ser considerado um sucesso. Para conduzir o experimento, foi usado como lançador uma combinação de um primeiro estágio usando o foguete Brasileiro VS-30 e um foguete HAWK como segundo estágio. O custo desse projeto de 3 anos é de aproximadamente 4 milhões de euros e é parte do programa espacial da Associação Helmholtz de Centros de Desenvolvimento Alemães (HGF) da qual o DLR faz parte.

## SHEFEX II
Foi o segundo voo do projeto SHEFEX e ocorreu na tarde de 22 de Junho de 2012 no Centro de Lançamento de Andøya na Noruega. Com o desenvolvimento da superfície facetada, ela devia ser testada em nove ambientes diferentes. Esses desenvolvimentos em fibro-cerâmica foram conduzidos nas instalações do DLR em Stuttgart e Colônia. De maneira complementar, o Centro Aeroespacial Alemão, disponibilizou suas áreas de testes, também usadas pela EADS Astrium a MT Aerospace e Boeing. No veículo de teste, foram instalados instrumentos de medição desenvolvidos pelo Departamento de Tecnologia Hipersônica do DLR em Colônia. Eles se destinavam a medir a pressão em voo, fluxo de calor e temperatura na ponta do artefato. Para conduzir esse segundo experimento, foi usado como lançador o foguete Brasileiro VS-40.
A cápsula espacial SHEFEX II atingiu a altitude de 180 km. Atingiu a velocidade de 11.000 km/h (onze vezes a velocidade do som) na atmosfera. Durante a reentrada na atmosfera, temperaturas acima de 2.500 graus Celsius foram atingidas, enviando dados dos 300 sensores para a estação em terra.

## SHEFEX III
De acordo com os planos do DLR, em 2016 de ser enviado ao espaço a missão SHEFEX III contendo um primeiro projeto direcionado ao formato de um avião espacial, deve efetuar um voo de 15 minutos na atmosfera. O objetivo final da pesquisa, é usar essas informações na próxima fase do projeto, que é lançar ao espaço um veículo que permita experimentos em gravidade zero durante alguns dias, aterrissando intacto de volta a Terra.

## REX Free Flyer (SHEFEX IV)

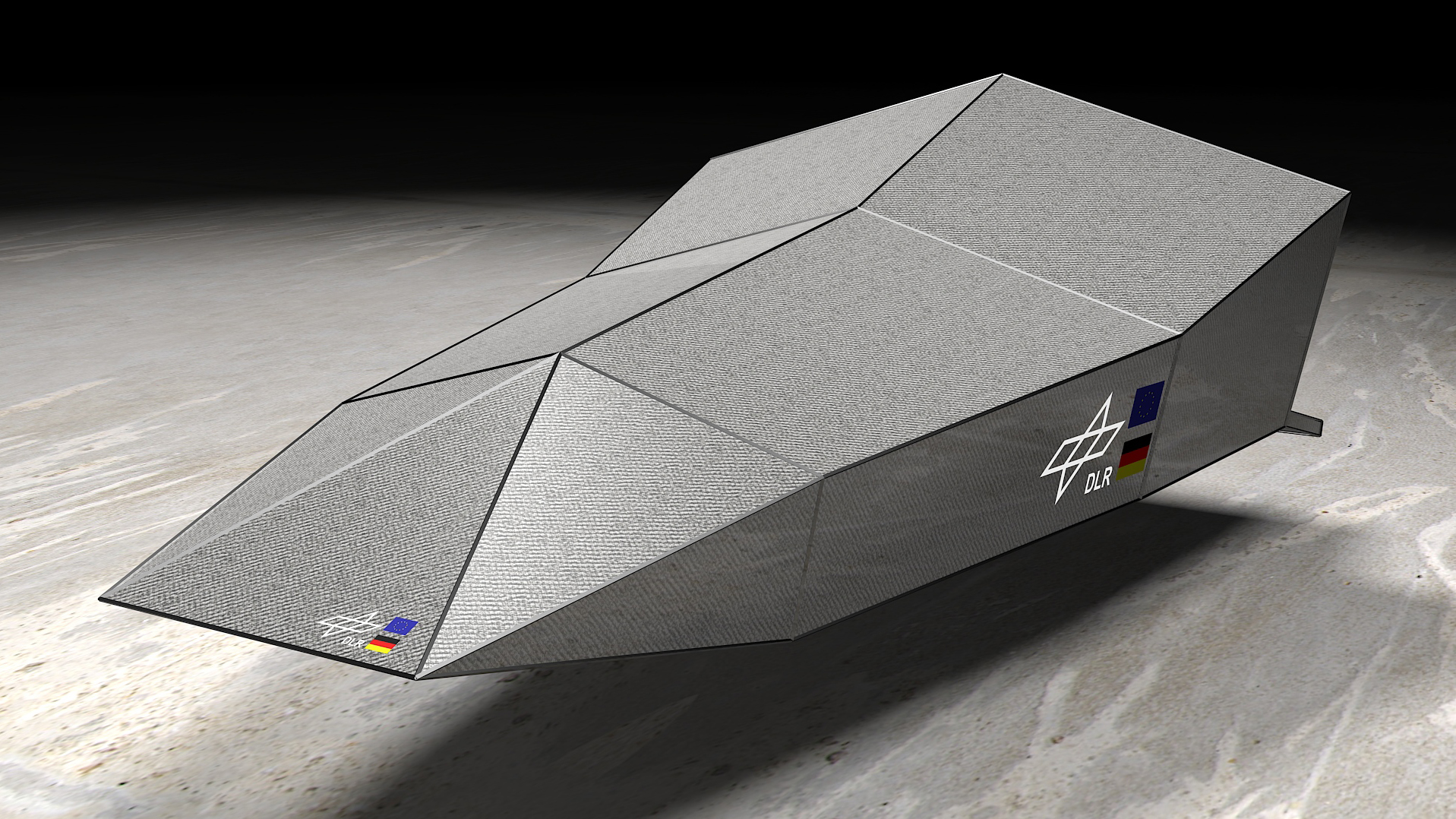
Concepção do REX Free Flyer.

Como a primeira aplicação dos resultados do projeto SHEFEX, a intenção é que seja implementado o avião espacial REX-Free Flyer. O sistema deve disponibilizar uma plataforma de voo livre para experimentos em micro gravidade durante vários dias. A possibilidade de feedback controlado e um desenho modular das baias de experimento que se enquadrem em também nos foguetes de sondagem devem permitir aos cientistas um acesso rápido e barato ao resultado dos seus experimentos.